# Brenk Sinatra

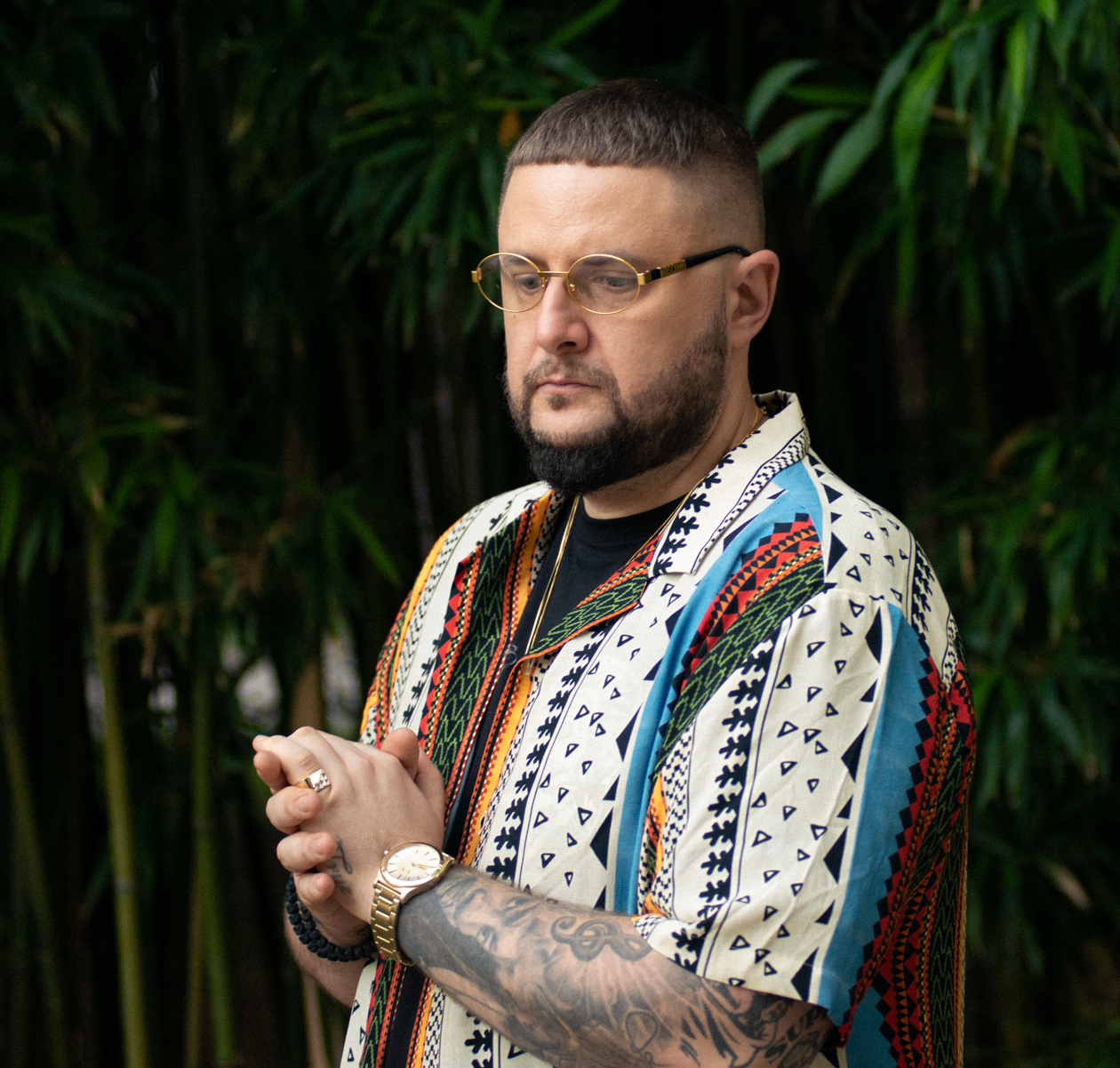
Brenk Sinatra (2019)

Branko Jordanović (* 3. November 1979 in Wien), besser bekannt als  Brenk Sinatra, ist ein österreichischer Musikproduzent, DJ und Komponist.

## Werdegang
Brenk wuchs als Sohn einer Slowakin und eines Jugoslawen, die in den 1970er-Jahren nach Österreich eingewandert waren, in Wien-Kaisermühlen auf.
Erste Anerkennung fand Brenk Sinatra durch Produktionen für Rapper wie Kamp, MAdoppelT, Skero, Nico Suave und Ghemon. Später folgten Kollaborationen mit den US-amerikanischen Rappern King Tee, Marvwon und Guilty Simpson. 2008 veröffentlichte Brenk Sinatra sein erstes Instrumental-Album „Gumbo“ auf dem Wiener Label „Supercity“. Im Sommer 2010 erschien das mit Fid Mella produzierte Instrumental-Album „Chop Shop“ im Rahmen der Hi-Hat-Club-Reihe des Kölner Plattenlabels Melting Pot Music. Das 2011 ebenfalls auf Melting Pot Music veröffentlichte Instrumental-Album „Gumbo II“ gilt für den Künstler selbst als sein musikalisches Aushängeschild und fand Beachtung in der Hip-Hop-Szene.
2012 schloss er sich mit Dexter und Suff Daddy zum Produzententrio Betty Ford Boys zusammen, das 2013 ein Album veröffentlicht hat.

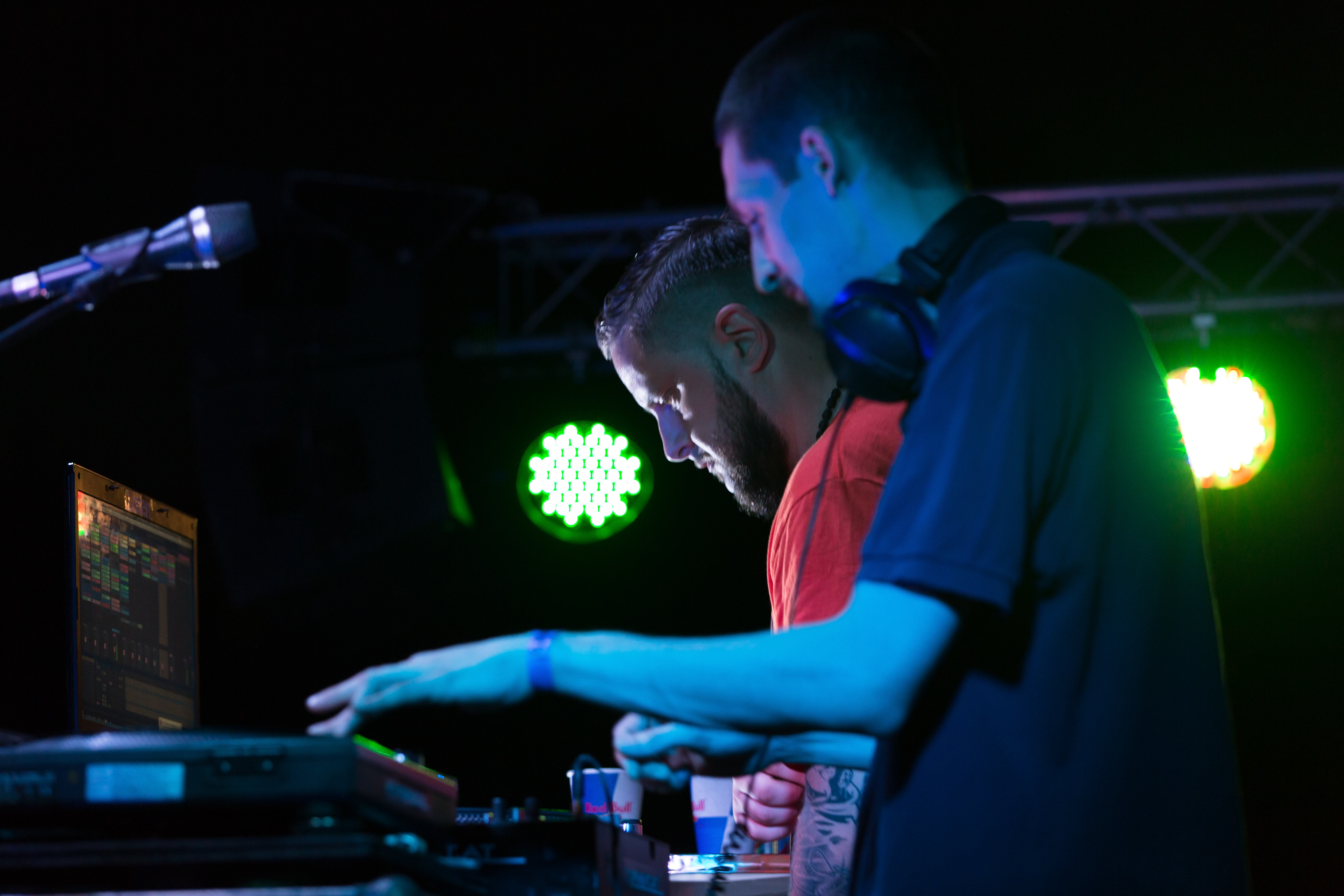
Brenk Sinatra und Fid Mella (Popfest 2015)

Am 3. November 2012 erschien das Album der gleichnamigen Gruppe „Supa Soul Sh*t“ (kurz: S3), die aus Brenk Sinatra und dem US-amerikanischen Soul-Sänger Bonny Miles Bonny besteht. Das 2013 erscheinende Album „Which Way Iz West“ des Westcoast-Rappers MC Eiht wird auf dem Label Year Round Records von DJ Premier erscheinen, die im vorab veröffentlichte EP „Keep it Hood“ soll als Vorgeschmack zum Album dienen und wurde komplett von Brenk Sinatra produziert.
Nach zahlreichen Produktionen für Künstler aus dem deutschsprachigen Raum sowie der Veröffentlichung seiner Instrumental-Alben Gumbo II (2011), Midnite Ride (2015), Midnite Ride II (2019) sowie Boss Spieler University (2021) gründete Brenk Sinatra 2021 das Label "Wave Planet Records" und den dazugehörigen Verlag "Wave Planet Publishing".

## Musikalische Einflüsse
Neben Gangsta-Rap von der Westcoast und Hip-Hop aus Detroit finden sich die wichtigsten Einflüsse von Brenk Sinatras Produktionen in der Soulmusik der 1960er und 1970er Jahre, aber auch im deutschen Krautrock der späten 1960er Jahre.

## Nominierungen
Brenk Sinatras „Gumbo 2“ wurde als erstes instrumentales Hip-Hop-Album für den Amadeus Award 2012 nominiert.

## Diskografie (Auswahl)
| - DeWieners "Splash" / Scoop Records 2007. - Waengltaengl "Aesthetiker-Jam" Promo Compilation / Carhartt Promo 2008. - MAdoppelT "Schritt für Schritt" / Stoff Records 2008. - Waxolutionists "Dance With Me" / Sunshine Enterprises / Jazzy Sport 2008. - Brenk Sinatra "Beat45" / Melting Pot Music 2008. - Brenk Sinatra "Gumbo 1" / Supercity 2008. - Deph Joe "Hey Playa" / Supercity Records 2008. - Reebok Compilation "Future Sound for my Classic Generation" Promo 2008. - MarvWon / Quest McCody "Jump off a bridge" / Spot Runners 2008. - MAdoppelT "Marathon" / Stoff Records, 2009. - Personal with Friends around the Holy Tree Promo Compilation / Personal Records 2009. - Ausgleich "Soul" / Stiege44 2009. - MekMc "Metanoia Movement" / Homerun Music 2009. - Fm4 Sound Selection Nr. 20 / Sony Music 2009. - "Ich bin Wien" SPÖ Compilation / SPÖ Promo 2009. - MC Eiht "All Starz & Strapz" / Nick Bean 2009. - Kiave "Il Tempo Necessario" / Macro Beats 2009. - Ghemon "E Poi – All'Improv-viso, impazzire" / Macro Beats 2009. - Skero "Memoiren eines Riesen" / Tontraeger Records 2009. - Kid Pex "Wiener Wunder" / Deine Mutter Records, 2010. - Big J "Audio Kush" / Brooklinz Finest 2010. - Crunchtime Promo Compilation / Crunchtime Records 2010. - RUN VIE Compilation / Carhartt Promo 2010. - MadoppelT "Zeig mir wo Du bist" / Stoff Records Promo 2010. - Hi-Hat Club Vol. 4 "Chop Shop" / Melting Pot Music 2010. - MC Eiht "All Starz & Strapz Vol.2" / Bluestamp Music 2010. - Illusion "Morgen" / Stiege44 2011 - PerVers "Play You Yes Not" / Stiege44 2011. - Mc Eiht & Brenk Sinatra "Where U Goin 2?" / Year Round Records / Personal Records 2011. - Preddy "Lost in Music Vol.1" / Personal Records Promo 2011. - Kayo "Des sogt eigentlich ois" / Tontraeger Records 2011. | - Philo "Türkis EP" / Fame Fabrik / First Love Music 2011. - MarvWon "Way of The Won" / Fat Beats 2011. - Dj Premier presents: Get Used To Us / Year Round Records 2011. - Toby Ses "Sex, Drugs RapnSoul" / Fame Fabrik / First Love Music 2011. - Peter Rosenberg presents: PoP Chips Vol.1 / Hot97 Promo 2011. - Brenk Sinatra "Gumbo 2: Pretty Ugly" / Melting Pot Music 2011. - "Upper Class Instrumentals" Promo Compilation / Teer Clothing 2012. - Finest Ego Compilation / hhv.de / Project: Mooncircle 2012. - Weisssgold & Ibos "Hört sich an wie ein Album" / Andere Records Baustelle 2012. - Haftbefehl "The Notorious H.A.F.T" / Splash Mag Promo 2012. - 1773xTrishes "The LuvBug" / Duzz Down San Records 2012. - Gimma/Gerard – Tonitell – Muve Recordings 2012. - JUICE CD #111 - JUICE CD #112 - MPM Compilation – Where The Wild Creatures Meet – Melting Pot Music 2012. - Bonz – Na Prost! – Stiege 44 2012. - Maryo – Il Riflesso Di Pinocchio – Soulville Records 2012. - MC Eiht – All Starz & Strapz Vol .3 – Mixtape 2012. - Laas Unltd. – Im Herzen Kind – Bohemian Grove 2012. - Brenk Sinatra – Remix EP 2012. - MAdoppelT – Tschüh – Stoff Records 2012. - Wax Tailor/Aloe Blacc – Time To Go – Brenk Sinatra iTunes Exclusive Remix 2012. - Brenk Sinatra – Midnite Ride – Hector Macello Records, 2015 - Kein Stop – Olexesh – Juice CD #127. - Brenk Sinatra & Morlockk Dilemma – Hexenkessel EP 1+2 – MOFO Airlines 2017. - Brenk Sinatra & Said – HAQ – Hoodrich Records, 2018 - Brenk Sinatra – Midnite Ride II, HHV Records, 2019 - Brenk Sinatra – Boss Spieler University, Wave Planet Records, 2021 - Brenk Sinatra – Gumbo III (The Gorilla Diaries 2012-2016), Wave Planet Records, 2022 |